# Dagama lucia
Dagama lucia är en insektsart som beskrevs av Pieter D. Theron 1980. Dagama lucia ingår i släktet Dagama och familjen dvärgstritar. Inga underarter finns listade i Catalogue of Life.